# ハードナッツ!
『ハードナッツ! 〜数学girlの恋する事件簿〜』（ハードナッツ すうがくガールのこいするじけんぼ）は、2013年10月20日から同年12月8日まで、NHK BSプレミアム「プレミアムドラマ」枠（日曜日22:00 - 22:48、JST）で放送され、その後2014年6月24日から8月12日までNHK総合テレビジョン「ドラマ10」枠内で放送された日本のテレビドラマ。同局の連続テレビ小説『あまちゃん』で助演した橋本愛の連続テレビドラマ初主演作である。キャッチコピーは「犯人は、この数式通りに動く」。
コミュニケーション能力には乏しいが、天才的な数学の才能を持つ東都大学数学科の大学生・難波くるみが、テロや殺人などの様々な難事件を、数学を使って推理していくという痛快サスペンスミステリー。番組内の説明によると、タイトルの「ハードナッツ (Hard Nuts) 」は、「難問」「変わり者」などの意味を持つ。劇中では、主人公・難波くるみの雰囲気を引き出すように、音楽担当者が『くるみ割り人形』の曲をうまく取り入れている。
雑誌『エンタミクス』が2015年1月号で発表した「掘り出しエンタRANKING2014」では、テレビドラマ部門で3位に選ばれた。

## 出演

### 主要人物
難波 くるみ（なんば くるみ）
演 - 橋本愛（幼少期：甲斐恵美利）
東都大学数学科の学生。大学の寮で1人暮らしをしている。師事する森崎教授が長期出張なのをいいことに教授の研究室を私物化してしまっている。町工場を営んでいた父が亡くなった原因を作ったある大企業に復讐するために数学を学んでいる。
いかさまポーカー賭博で300万円の借金を負うも、伴田に教えられた手法を利用し大勝する。伴田を気に入り、彼との今後の進展の確率を予想したり、計量文献学を利用した「完璧なラブレター」を書いては妄想に耽っている。
伴田 竜彦（ともだ たつひこ）
演 - 高良健吾
初音署の刑事。爆弾テロ事件の暗号解読を森崎教授に依頼するために東都大学を訪れ、くるみと知り合う。くるみが事件に関わることを快く思っていない。
ポーカーのイカサマに長じていたり、年齢にふさわしくない高級外車に乗っていたり、交友関係にも謎が多い人物。

### 警察関係者
青山 雅弘（あおやま まさひろ）
演 - 矢島健一
警視庁捜査第一課長。
高垣 純（たかがき じゅん）
演 - 波岡一喜
警視庁捜査第一課刑事。伴田のことを小馬鹿にしている。
吉倉（よしくら）
演 - 肥野竜也
警視庁捜査一課刑事。
小林 幸司（こばやし こうじ）
演 - 勝村政信
警視庁捜査第一課管理官。「馬鹿たれ」が口癖。いざという時には部下を見捨てる。
高野 沙織（たかの さおり）
演 - 橋本真実
初音署の女性警察官。伴田のことが好きな素振りを見せるも、伴田には気付かれない。第7話にて伴田と同じ刑事課に異動が決まるも、新型ウイルスに感染し死亡する。

### 東都大学関係者
浅尾 奈津子（あさお なつこ）
演 - 岡野真也
東都大学文学部の学生。ポーカー賭博で借金を負い、くるみに助けを求める。チアリーディングサークル所属。
権堂 篤法（ごんどう あつのり）
演 - 大河内浩
東都大学法学部教授。些細な違法行為も決して見逃さない法に厳格な人物で、そのために落第・退学した学生も少なくない。森崎とは個人的に親しい。
森崎（もりさき）
演 - 本井博之
東都大学数学科教授。くるみの指導教官。長期出張中にくるみが研究室を自由に使用している。

### ゲスト

#### 第1・2回「天才数学科女子大生VS爆弾テロリスト」
湯沢 道明（ゆざわ みちあき）
演 - 嶋田久作
15年前に金融系企業への3件の爆弾テロを起こした受刑者。統合失調症と診断され、無期懲役の判決が下った。差し入れの書物に隠されていた暗号から、現在起こっている爆弾事件の情報を得て、自分が犯人だと名乗り、警察を翻弄し逃亡する。
滝田（たきた）
演 - 森下能幸
タキタ製作所社長。逃亡中の湯沢に暴行され乗っていた車を奪われる。15年前に湯沢が起こした爆破事件で娘を亡くした。
大崎スカイホール警備員
演 - 戸田昌宏
湯沢に襲われ、制服を奪われた警備員。
伊集院 充（いじゅういん みつる）
演 - 森田甘路
総一郎、レイジらとポーカー賭博でいかさま行為を行い、金を巻き上げていたが、警察に逮捕された。ニックネームはキング。チームのリーダー格。
安田 総一郎（やすだ そういちろう）
演 - 藤村直樹
充、レイジらとポーカー賭博でいかさま行為を行い、金を巻き上げていたが、警察に逮捕された。ニックネームはヤス。
レイジ
演 - 北代高士
充、総一郎らとポーカー賭博でいかさま行為を行い、金を巻き上げていたが、警察に逮捕された。
マゼラン大月
演 - 尚玄
その他
- 中村萌子（レポーター）
- 小浜正寛、清水一彰、藤森賢治、加納健次、川合千里、潮見貴之、俵広樹

#### 第3回「ダイイング・メロディーの哀しき解法」
小板橋（こいたばし）
演 - 斉木しげる
京南大学教授。音楽を数学的アプローチで研究しており、聴講に訪れていたくるみに、講義中に居眠りをする学生が目を覚ます「不快なメロディー」の制作を依頼する。
堤 彩葉（つつみ いろは）
演 - 中越典子
京南大学准教授。絶対音感の持ち主で、死亡した小板橋が死の直前に弾いていたと思われるメロディーの音階をくるみに教える。
三条 文也（さんじょう ふみや）
演 - 小松利昌
小板橋が学術書などを出版していた出版社の編集者。
坂下 学（さかした まなぶ）
演 - 大和田健介
京南大学助手。

#### 第4回「ラブレターと企業恐喝テロ」
佐伯 隆弘（さえき たかひろ）
演 - 目黒祐樹
サエキ浄水社長。自社の浄水器カートリッジ「硬軟です」に毒物を混入される。その後、何者かに誘拐される。
川上（かわかみ）
演 - 冨家規政
サエキ浄水副社長。社長誘拐事件の身代金運搬役。
秋山（あきやま）

サエキ浄水元社員。社長救出後、自宅で服毒遺体と遺書が発見される。

#### 第5回「ワインと殺意の方程式」
夏目 慎一郎（なつめ しんいちろう）
演 - 小須田康人
ワイン評論家。自宅のワインセラーで遺体で発見される。ワインの品質を予測する日本版方程式を研究していた。遺体の周りのワインボトルの破片の大きさにくるみが疑問を持ち、殺人の可能性が浮上する。
夏目 里花子〈32〉（なつめ りかこ）
演 - 原沙知絵
慎一郎の妻。捜査一課長の青山とはワインを通じての知人である。
里中（さとなか）
演 - 岡田浩暉
ファンド会社「SNファンド」の社長。日本産ワインを投資対象にしており、夏目にアドバイザーを務めてもらっていた。夏目夫妻とは家族ぐるみで親しくしている。
里中 舞〈29〉（さとなか まい）
演 - 能世あんな
里中の妻。数学を料理に応用した料理研究家。ワインのプロデュースを控えており、夏目にアドバイスをもらっていた。

#### 第6回「対決!! 未来を読む男」
貴島 道夫（きじま みちお）
演 - 吉沢悠
サイエンスデータ社社員。初音署管内で試験導入されたCPS（ = Crime Predict System、犯罪予測システム）の開発者。将来的には国民のDNAをも利用したより精度の高い犯罪予測や個人の犯罪傾向を解析したいと望んでいる。くるみを気に入り、三角関係に発展した。
望月 佳弥〈56〉（もちづき よしや）
演 - 剛州
伴田が密かに連絡を取っていた情報屋。覆面グループに刺殺される。
春日 俊彦（かすが としひこ）

窃盗団のボス。犯罪予知システムの正式導入日にホットスポットとは違う場所の襲撃を企てる。
熱川 毅〈36〉（あたがわ つよし）

かつて春日の率いる窃盗団に所属していた男。銀行強盗事件で逃走した被疑者でマンション敷地内で死亡しているのが発見された。

#### 第7・8回「恐怖のウイルスとくるみの秘密」
西尾 聡（にしお さとし）
演 - 正名僕蔵
東京生物科学研究所 研究員。免疫学のスペシャリストで、危険なウイルスの研究を秘密裏に行っていた。テロリスト集団に誘拐される。
三沢 佳苗（みさわ かなえ）
演 - 池津祥子
東京生物科学研究所 研究員。西尾の助手。大量死した西尾の実験用ラットの解剖を独断で行い、どの個体も肺出血していたことを進言するが、一喝される。新型ウイルスとの関連性に気付き、伴田に連絡を取った後に殺害される。
長部（おさべ）
演 - 小木茂光
東京生物科学研究所長。
川島 太一（かわしま たいち）〈54〉
演 - 徳井優
新型ウイルス感染者。スズムシが増えたことに疑問を持ち、公園を訪れたくるみの目の前で倒れる。同時期に倒れた、中川・内村と共に入院し、間もなく死亡する。
内村 一輝（うちむら かずき）〈53〉
新型ウイルス感染者。中川・川島と同時期に入院し、間もなく死亡する。
中川 孝彦（なかがわ たかひこ）〈65〉
新型ウイルス感染者。内村・川島と同時期に入院し、間もなく死亡する。
鶴橋 時三（つるはし ときぞう）
演 - 梶原善
警視庁公安部長。政界への転身を考えている。妻・美津子（演：阿部朋子）が自宅に届けられた小包を開封し、ウイルスに感染する。
大出 俊一郎（おおいで しゅんいちろう）
演 - 斎藤洋介
大出ホールディングス会長。全国経営者会議で散布されたウイルスに感染する。くるみの両親が発明した特許を潰してくるみの両親を死に追いやった過去を持つ。
JJJ（ジェージェージェー）
西尾を誘拐したテロリスト集団。名前の由来は、信奉するKKK（クー・クラックス・クラン）の1つ前のアルファベットを取ったことによる。
演 - 堤隆博
黒沼（くろぬま）
演 - 升毅
伴田の昔の仲間。伴田が警察官になるのに足枷となる経歴や家族の存在をクリーンにし、その見返りに情報を求めた。
その他
- 阪田マサノブ（川島が搬送された「初音中央病院」の医師・小田切）
- 山本修（初音中央病院の医師）
- 宮本りえ（初音中央病院の看護師）
- 鈴木美香（アナウンサー）

## スタッフ
- 脚本 - 蒔田光治、山浦雅大、徳尾浩司
- 音楽 - 和田貴史、橘麻美
- 主題歌 - 東方神起「Answer」（avex trax）
- 制作統括 - 蒔田光治（東宝）、遠藤理史（NHK）、有吉伸人・海辺潔（NHKエンタープライズ）
- プロデューサー - 佐藤善宏（東宝）
- 演出 - 河合勇人、橋本光二郎
- 美術 - 古積弘二
- 編集 - 瀧田隆一
- 撮影 - 足立真仁
- VFX - 鎌田康介
- 照明 - 市川徳充
- 音響効果 - 長澤佑樹
- 音声 - 藤本賢一
- 記録 - 森直子、古谷まどか
- 制作 - NHKエンタープライズ
- 制作・著作 - NHK・東宝

## 放送日程
| 各話                                                                | 放送日（BS）   | 放送日（総合） | サブタイトル                               | 脚本     | 演出       |
| ------------------------------------------------------------------- | -------------- | -------------- | ------------------------------------------ | -------- | ---------- |
| 第1回                                                               | 2013年10月20日 | 2014年6月24日  | 天才数学科女子大生VS爆弾テロリスト（前編） | 蒔田光治 | 河合勇人   |
| 第2回                                                               | 10月27日       | 7月01日        | 天才数学科女子大生VS爆弾テロリスト（後編） | 蒔田光治 | 河合勇人   |
| 第3回                                                               | 11月03日       | 7月08日        | ダイイング・メロディーの哀しき解法         | 山浦雅大 | 橋本光二郎 |
| 第4回                                                               | 11月10日       | 7月15日        | ラブレターと企業恐喝テロ                   | 蒔田光治 | 橋本光二郎 |
| 第5回                                                               | 11月17日       | 7月22日        | ワインと殺意の方程式                       | 山浦雅大 | 河合勇人   |
| 第6回                                                               | 11月24日       | 7月29日        | 対決!! 未来を読む男                        | 徳尾浩司 | 橋本光二郎 |
| 第7回                                                               | 12月01日       | 8月05日        | 恐怖のウイルスとくるみの秘密（前編）       | 蒔田光治 | 河合勇人   |
| 第8回                                                               | 12月08日       | 8月12日        | 恐怖のウイルスとくるみの秘密（後編）       | 蒔田光治 | 河合勇人   |
| 平均視聴率 4.2%（視聴率は総合のみ、関東地区、ビデオリサーチ社調べ） |                |                |                                            |          |            |

## 関連商品
ホームメディア
- ハードナッツ! 〜数学girlの恋する事件簿〜 Blu-ray BOX（2014年6月11日）
- ハードナッツ! 〜数学girlの恋する事件簿〜 DVD BOX（2014年6月11日）

漫画
青木俊直によるコミカライズ。2014年6月10日、双葉社より発売。

ノベライズ
豊田美加によるノベライズ。5月24日に発売。